# Aeroporto della Coruña
L'Aeroporto della Coruña (IATA: LCG, ICAO: LECO), precedentemente conosciuto come Aeroporto di Alvedro, è un aeroporto civile che sorge nei pressi della città della Coruña, nel nord-ovest della Spagna nella regione della Galizia.